# مدينة حدة
تقع حدة  في جنوب غرب صنعاء وهي مدينة ذكرت في النقوش اليمنية القديمة من القرن الأول الميلادي كمدينة (نقش حدة)، أما اليوم فقد امتد عمران مدينة صنعاء إليها، ومن أشهر حوادثها أن «الملك المظفر» الرسولي قد دمرها في سنة (651هـ / 1253م)، وقد كانت تمثل واحدة من هجر العلم فيما بعد، حيث ظهر فيها الكثير من العلماء من أعلام (القرن 7هـ / 13م).

## تاريخ
كانت حدة حتى وقت قريب واحدة من متنزهات صنعاء، والأكثر شهرة وكانت فيها الكثير من أشجار البرقوق والجوز واللوز، والإجاص والتين وغيرها من أشجار الفاكهة، وأشهر ما كان في قرية حدة طاحونتها التي كانت تطحن الحبوب باستخدام قوة اندفاع المياه الخارجة من البركة التي أقيمت تحت عين (حُميس)، والتي أقيمت خصيصاً لذلك، وقد خربت وتم إصلاحها في فترة حكم العثمانيين الثاني في اليمن (187هـ/ 1918م) ولكن غيل (حُميس) تناقص تدريجياً إلى درجة أنه أصبح في الوقت الراهن مجرد عين ماء ضحلة وهذا الغيل هو الذي كان يسقي أشجار حدة الباسقة حيث كان يوزع ماؤه على البساتين بحسب قاعدة متعارف عليها بين أهل حدة، وهي قاعدة متعارف عليها في سقاية بساتين وادي ظهر، بمعنى أن تسقى الأراضي البعيدة ثم الأقرب فالأقرب إلى الغيل، وتشتهر قرية حدة بمدرجاتها الزراعية التي زرعت بأشجار البرقوق والجوز واللوز، أما زراعة الحبوب فكانت تتم في السهل الفسيح الذي يقع أسفل قرية حدة، ونتيجة لجفاف غيل (حُميس) اضطر المزارعون مؤخراً إلى استخدام المياه الجوفية في زراعتهم.